# Генріх (граф Вормсгау)
Генріх Вормський (нім. Heinrich von Worms; бл. 970–989/995) — граф Вормсгау і Шпаєргау. Більш відомий як Генріх Шпаєрський.

## Життєпис
Походив з Салічної династії. Старший син Оттона I, герцога Каринтії, та Юдит Баварської. Народився близько 970 року в Шпаєрі. Замолоду шлюбив представницю впливового лотаринзького роду Мандфридінгів. Отримав від батька графства Вормсгау і Шпаєргау.
Помер, можливо під час якоїсь епідемії. Точна дата смерті дискусійна: називаються в якості дати 989, 990, 992 і 995 роки.

## Родина
Дружина — Адельгейда, донька Герхарда IV, графа Меца і Шатенуа.
Діти:
- Конрад (бл. 990—1039), імператор Священної Римської імперії
- Юдит (у дитинстві)